# Carla Baratta
Carla Baratta Sarcinelli (San Cristóbal, 9 de julho de 1990), é uma atriz, modelo e artista venezuelana. Ela é mais conhecida por ser a estrela da série digital Bleep, transmitida pela empresa de telefonia móvel Digitel GSM. Desde jovem estudou teatro em lugares como o Estudio 7 Alfredo Aparicio em San Cristobal-Venezuela, a New York Film Academy e a New Collective em Los Angeles, assim como o Actors Gym em Caracas.
Em 2017, o The Hollywood Reporter informou que ela havia sido escalada para o spin-off de Sons of Anarchy, Mayans M.C., como Adelita.